# Maiale celtico
Il maiale celtico (porco celta in lingua galiziana) è una razza autoctona galiziana di maiale domestico.

## Storia
Fino al XX secolo era la più diffusa in Galizia, ma ha subito una fortissima riduzione dovuta al subentro di razze commerciali più precoci e dal rendimento maggiore. I maiali celti erano quasi scomparsi nel 1980. Attualmente, la razza si sta riprendendo e ora ci sono più di 2.500 scrofe di razza pura.

## Produzione
| Anno | Femmine | Maschi | Totale |
| ---- | ------- | ------ | ------ |
| 2009 | 2 643   | 1 751  | 4 394  |
| 2010 | 2 687   | 1 787  | 4 474  |
| 2011 | 2 587   | 1 889  | 4 476  |
| 2012 | 2 684   | 1 907  | 4 591  |
| 2013 | 2 634   | 1 668  | 4 302  |
| 2014 | 2 532   | 1 596  | 4 128  |